# Embrace the Emptiness
Embrace the Emptiness è il primo della band statunitense Evoken.

## Tracce
1. Intro – 3:24
2. Tragedy Eternal – 9:51
3. Chime the Centuries end – 9:45
4. Lost Kingdom of Darkness – 11:51
5. Ascend Into the Maelstrom – 9:52
6. To Sleep Eternally – 12:48
7. Curse the Sunrise – 12:57

## Formazione
- John Paradiso - chitarre/voce
- Nick Orlando - chitarre
- Steve Moran - basso
- Vince Verkay - batteria
- Dario Derna - tastiere

con la partecipazione di:
- Charles Lamb - violoncello